# Flevowijk-Cellesbroek-Middenwetering
Flevowijk-Cellesbroek-Middenwetering is een wijk in de Nederlandse gemeente Kampen (provincie Overijssel) die uit 3 buurten bestaat: Flevowijk, Cellesbroek en Middenwetering. Op 1 januari 2014 telde de wijk 10.660 inwoners.
- Flevowijk wordt begrensd door: Jacob Catsstraat, Cellesbroeksweg, Loriéstraat en de Europa-allee. De eerste huizen werden in 1975 gebouwd. De buurt kent diverse speelplaatsen voor (kleinere) kinderen met diverse speeltoestellen en een zandbak.
- Cellesbroek wordt begrensd door: Zwartendijk, Flevoweg, Cellesbroeksweg en de Europa-allee.
- Cellesbroek-Middenwetering stamt uit de periode 1977-1987, in latere periode zijn nog enkele gebouwen opgeleverd zoals het winkelcentrum, de levensbestendige woningen Heemhof en het bejaardentehuis Amandelboom.